# Robert Lui
Pour les articles homonymes, voir Robert (prénom) et Lui.
 (décembre 2020).
Si vous disposez d'ouvrages ou d'articles de référence ou si vous connaissez des sites web de qualité traitant du thème abordé ici, merci de compléter l'article en donnant les références utiles à sa vérifiabilité et en les liant à la section « Notes et références ».

a Compétitions nationales et continentales officielles uniquement.

Robert Lui, né le 23 février 1990 à Townsville (Australie), est un joueur australien de rugby à XIII évoluant au poste de demi de mêlée ou de demi d'ouverture dans les années 2000 et 2010. Il fait ses débuts en National Rugby League avec les Wests Tigers lors de la saison 2009 puis rejoint les Cowboys de North Queensland de 2012 à 2015. En 2016, il part en Angleterre pour Salford en Super League.

## Palmarès
- Collectif :
  - Vainqueur de la National Rugby League : 2015[1] (North Queensland).
  - Vainqueur de la Challenge Cup : 2020 (Leeds).